# Kruis van Verdienste voor Kunst en Wetenschap

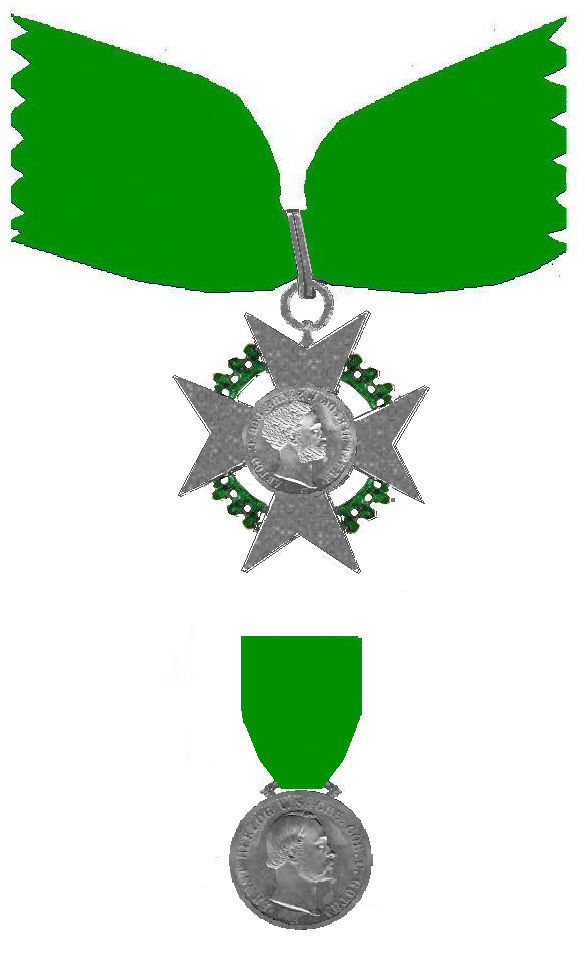
Kruis en Medaille

Het Kruis van Verdienste voor Kunst en Wetenschap (Duits: Verdienstkreuz für Kunst und Wissenschaft) was een onderscheiding van het Duitse hertogdom Saksen-Coburg en Gotha.
Het kruis werd in 1860 door Ernst I van Saksen-Coburg en Gotha ingesteld en tot 1905 uitgereikt aan kunstenaars en wetenschappers. Onder de opeenvolgende hertogen werden verschillende medailles geslagen waarbij de vorsten zich op de voorzijde lieten afbeelden.
In 1907 werd het Kruis van Verdienste door hertog Karel Eduard vervangen door het Erekruis voor Kunst en Wetenschap.
Onder Ernst II werden verguld zilveren kruisen in plaats van massief gouden versierselen uitgereikt.
Anders dan in het naburige Saksen-Meiningen was het Kruis van Verdienste voor Kunst en Wetenschap formeel geen ridderorde. De kruisen leken wel sterk op elkaar en de zilveren medaille die in Saksen-Meiningen de IIe Graad van de Orde van Verdienste voor Kunst en Wetenschap was is in Saksen-Coburg en Gotha een aan het kruis verbonden medaille. Deze medailles waren van 1837 tot 1858 van zilver, van 1858 tot 1893 van goud of zilver en van 1895 tot 1898 van verguld zilver.
In 1895 liet Hertog Alfred een zilveren medaille slaan die tot 1905 werd gebruikt.
Het versiersel van de IIe Klasse van de orde was een zilveren kruis met een groot zilveren medaillon met het portret van de regerende hertog en een zilveren of na 1890 verguld zilveren medaille. Op de keerzijde van het achtpuntige kruis van Malta was een krans afgebeeld. Het rondschrift rond het hertogelijk portret was ERNST HERZOG ZU SACHSEN COBURG UND GOTHA.
In de armen van het kruis is een groen geëmailleerde Krans van Wijnruit, symbool van het regerende Huis Wettin afgebeeld.
Het kruis werd aan een lint om de hals gedragen. De medaille werd op de linkerborst gedragen. De medailles van Ernst I aan een ring en de medailles van Alfred en Carl Eduard aan de voor Saksen-Coburg-Gotha typische beugel boven de medaille.
De kleine Ernestijnse hertogdommen Saksen-Meiningen en Saksen-Coburg hadden ieder een Orde van Verdienste voor Kunst en Wetenschap, die alleen door het medaillon en het portret van de vorst van elkaar verschilden. Saksen-Weimar bezat een ovale Medaille van Verdienste voor Kunst en Wetenschap.